# Giuseppe Negri
Giuseppe Negri PIME (pt. José Negri; * 18. September 1959 in Mailand) ist ein italienischer Ordensgeistlicher und römisch-katholischer Bischof von Santo Amaro.

Wappen von Giuseppe Negri.

## Leben
Giuseppe Negri trat der Ordensgemeinschaft des Päpstlichen Instituts für die auswärtigen Missionen bei, legte die Profess am 7. Dezember 1985 ab und der Erzbischof von Mailand, Carlo Maria Kardinal Martini SJ, weihte ihn am 7. Juni 1986 zum Priester.
Papst Benedikt XVI. ernannte ihn am 14. Dezember 2005 zum Weihbischof in Florianópolis und Titularbischof von Puppi. Der Erzbischof von Florianópolis, Murilo Sebastião Ramos Krieger SCI, spendete ihm am 5. März des nächsten Jahres die Bischofsweihe; Mitkonsekratoren waren Carlos Pedro Zilli PIME, Bischof von Bafatá, und Wilson Tadeu Jönck SCI, Weihbischof in São Sebastião do Rio de Janeiro. Als Wahlspruch wählte er SUFFICIT TIBI GRATIA.
Am 18. Februar 2009 wurde er zum Bischof von Blumenau ernannt.
Papst Franziskus ernannte ihn am 29. Oktober 2014 zum Koadjutorbischof von Santo Amaro. Mit dem altersbedingten Rücktritt Fernando Antônio Figueiredos OFM am 2. Dezember 2015 folgte er diesem als Bischof von Santo Amaro nach.